# Холовка, Алек
Алек Холовка (англ. Alec Holowka; 30 октября 1983, Виннипег — 31 августа 2019, там же) — канадский геймдизайнер и разработчик компьютерных игр Night in the Woods и Aquaria, сооснователь компании Infinite Fall.

## Жизнь и карьера
Холовка познакомился с программированием в возрасте восьми лет, когда отец купил ему книгу Basic Fun. В конце концов он начал работать с группой бесплатного программного обеспечения под названием Zaphire Productions. Затем он работал в нескольких неудачных проектах, в том числе в Виннипеге, где он работал над фэнтезийным многопользовательским экшеном для ПК, и в Ванкувере, над боевой гонкой для Xbox 360.
Холовка выступил звукорежиссёром в бесплатной игре 2006 года I'm O.K – A Murder Simulator. Он был создан как сатирический ответ гражданскому активисту Джеку Томпсону. Холовка встретил Дерека Ю в разделе комментариев популярного технологического веб-сайта Slashdot в сообщении о предложении Джека Томпсона и вместе с Крисом Хэнсоном и Филом Джонсом сформировал группу «Thompsonsoft» для одноразового выпуска.
После его выпуска Холовка познакомил Ю с проектом, над которым он работал независимо, Ю заинтересовался проектом, и за неделю до крайнего срока Independent Games Festival они официально создали Bit Blot. Проект был выпущен 7 декабря 2007 года под названием Aquaria и был лауреатом Seumas McNally Grand Prize на Independent Games Festival в 2007 году.
В октябре 2013 года Холовка и независимый аниматор Скотт Бенсон запустили успешную краудфандинговую кампанию игры Night in the Woods от студии Infinite Fall. Игра была выпущена в 2017 году и получила признание критиков и получила премию BAFTA в номинации «Narrative».
В августе 2019 года Холовка был обвинен в сексуальном насилии Зои Куинн, с которой он недолго сожительствовал в Виннипеге в 2012 году. На следующий день разработчики Night in the Woods разорвали связи с Холовкой, а Скотт Бенсон написал: «Мы серьёзно относимся к таким обвинениям как команда». Группа заявила, что им были представлены другие подтверждающие доказательства, связанные с обвинениями. Издатель Night in the Woods, Finji, поддержал решение команды.
В ночь с 31 августа на 1 сентября сестра Алека сообщила о его смерти. По словам его сестры, которая написала в Твиттере о его смерти, Холовка всю свою жизнь «боролся с расстройствами настроения и личности» и «стал жертвой жестокого обращения». Она объяснила, что в последние годы он пытался исправить свои расстройства с помощью терапии и лекарств. Она также заявила, что Холовка «сказал, что желал всего наилучшего Зои и всем остальным».
8 сентября 2019 года вышло расследование, опровергающее обвинения Зои Куинн о сексуальном насилии.